# Anne de Graville
Anne de Graville nebo též Anne Malet de Graville (asi 1490–1540) byla francouzská renesanční básnířka, překladatelka, sběratelka knih a dvorní dáma královny Klaudie Francouzské. Pocházela z jedné z nejvýznamnějších rodin ve Francii. V mládí se jí podařilo vyrovnat se s tehdy skandálním sňatkem a později se stala uznávanou literární osobností na královském dvoře. Kromě toho, že sama psala, byla také vášnivou sběratelkou knih a rukopisů.

## Život
Anne se narodila kolem roku 1490 do rodiny Malet de Graville, jedné z nejbohatších a nejprestižnějších ve Francii. Byla nejmladší dcerou ze tří přeživších dívek Louise, Jeanne a Anne. Oba její bratři zemřeli brzy. Její otec, admirál Louis Malet de Graville(fr), který za svého života sloužil třem králům, a její matka Marie de Balsac ji vychovávali na zámku v Marcoussis, rodinném panství nedaleko Paříže, kde rád lovil například František I., budoucí král Francie. Na tomto rodinném sídle získala Anne klasické vzdělání a naučila se číst a psát nejen francouzsky, ale i italsky a latinsky. V průběhu svých studií měla přístup do rozsáhlé knihovny svého otce a sama se posléze rovněž stala vášnivou bibliofilkou a sběratelkou knih.
Údajně byla velmi krásná, měla plavé vlasy a tmavé oči. Její uchu lahodící zpěvný hlas byl u dvora velice oslavován.[zdroj?]

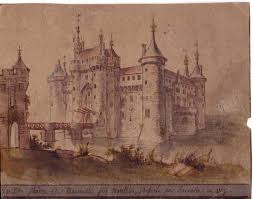
Château of Marcoussy (nebo Montagu), kde byla Anne vychována.

## Manželství
Kolem roku 1507 se Pierre de Balsac d'Entragues, syn Roberta de Balsac a bratranec Anne z matčiny strany, do Anne zamiloval. Zařídil její únos (zřejmě s dívčiným souhlasem) ze zámku v Marcoussis. Tajně se vzali kolem roku 1508. Anna tímto sňatkem svého otce velmi zklamala a nahněvala – dokonce pár i zažaloval, což vedlo k dlouhým soudním sporům a nakonec až k vydědění. Kaplan Louise de Graville zasáhl, aby Anne s jejím otcem usmířil, a to za podmínky zřeknutí se jejího dědictví, určité částky peněz a roční penze. Po smrti svého otce v roce 1516 zažalovala Anne panství a nakonec svou třetinu dědictví získala zpět. Po roce 1518 byla Anně a Pierrovi přiznána jejich část majetku Annina otce, včetně panství v Normandii a střední Francii, velkolepého domu v Paříži a co je nejdůležitější – velké části rozsáhlé knihovny Louise Maleta de Graville, kterou Anne dále rozšiřovala pomocí svých vlastních akvizic.

## Život u dvora
Nedlouho po svatbě pobývala Anne de Graville u dvora francouzské královny Klaudie Francouzské, nejstarší dcery Ludvíka XII . a Anny Bretaňské; Klaudie se stala manželkou budoucího Františka I. v roce 1514, tedy rok před jeho nástupem na trůn. Anne byla pravděpodobně její dvorní dámou. Dvůr královny Klaudie byl pozoruhodný svým strohým a spořádaným způsobem života, který kontrastoval s promiskuitními způsoby jejího manžela. Během svého působení v letech 1515–1524 napsala Anne řadu textů, které posléze královně věnovala.
Po smrti královny Klaudie v roce 1524 se Anne přestěhovala na panství svého manžela, aby zde mohla vychovávat své děti. Během této doby se stala důvěrnicí sestry Františka I., princezny a básnířky Marguerite de Navarre. Stejně jako princezna se i Anne začala zajímat o náboženskou reformu a dokonce poskytla útočiště několika reformačním exulantům.

## Citáty
- Musas natura, lacrymas fortuna (Z přírody, múz, však ze slz Štěstěny) – inspirované okolnostmi jejího života, v nichž byla přírodou požehnána literární inspirací múz, ale prokleta Štěstěnou a svým otcem k útrapám a slzám.
- J'en garde un leal (Držím si věrného) – anagram Annina jména, který pravděpodobně odkazuje na jejího milovaného manžela.

## Literární práce

### La belle dame sans mercy
La belle dame sans mercy (Krásná dáma bez milosti) – toto dílo, vytvořené pravděpodobně před rokem 1525, je hlavním důvodem pro zařazení Anne de Graville do dějin francouzské literatury. Sbírka 71 rondelů byla revizí básně napsané Alainem Chartierem v roce 1425 a převáděla narativní a neutrální oktosylabickou formu původní básně na současnější lyrickou a dvorskou formu zvanou rondel. Texty rondelů jsou uchovány v jediném rukopisu umístěném ve Francouzské národní knihovně (Bibliothèque nationale de France) a označeném značkou français 2253. Dialog mezi Milencem a Lady odráží obměkčení postoje Lady k jejímu prosebnému dvořanovi, což jej činí přijatelnějším pro tehdejší renesanční publikum. Moderní vydání publikoval Carl Wahlund v roce 1897.

### Le beau roman des deux amans Palamon & Arcita a de la belle a mudrc Emilia
„Translaté de vieil langaige et prose en nouveau et rime par madamoiselle Anne de Graville la Mallet, dame du Boys Maslesherbes, du commandement de la Royn“ (1521). Tato „přeložená“ pohádka byla adaptována z Teseida délie Nozze d'Emilia od italského autora Giovanniho Boccaccia. Toto italské dílo také inspirovalo Chaucerův Příběh rytíře. Annin příběh vypráví o milostném soupeření mezi Palamonem a Arcitem, bývalými nejlepšími přáteli, kteří si oba chtějí vysloužit ruku Emily, mladší sestry Hippolyty, královny Amazonek. Emily doprovází svou sestru a vítězného Thésea do Athén, kde jsou svědky souboje mezi dvěma rivaly. Arcite souboj vyhraje, ale poté tragicky zemře na následky zranění dříve, než se pár může vzít. Theseus radí Emily, ať se provdá za Palamona, aby bylo možné z tragické situace vykřesat alespoň trošku dobrého.

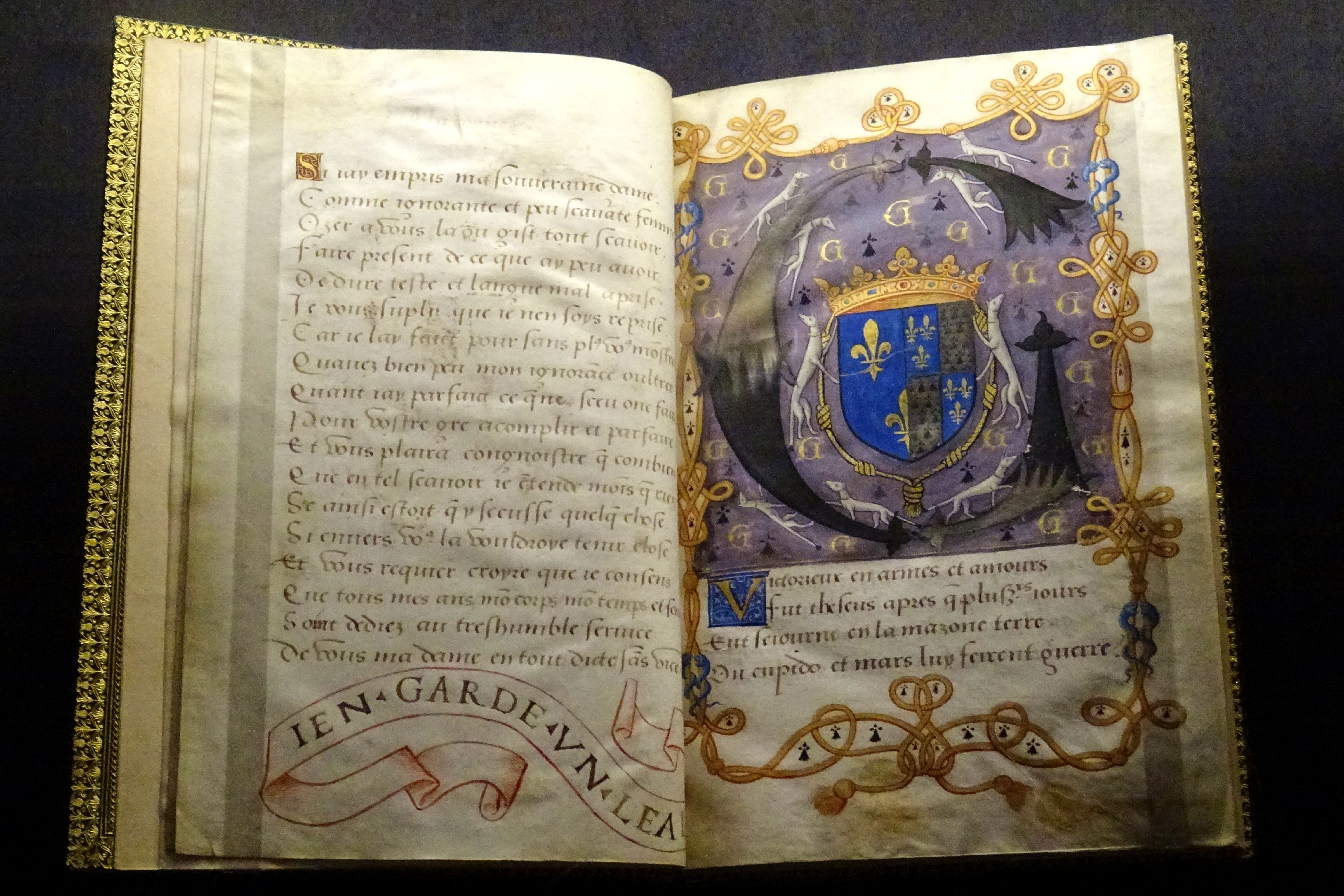
Anne de Graville, Histoire de Palamon et Archita, Francie, cca 1518–24, inv. 513. Bibliothèque Condé

Překlad si objednala sama královna Klaudie a posléze jí byl i věnován. Šest rukopisů tohoto díla se dodnes zachovalo ve francouzských knihovnách s uvedenými značkami – Bibliothèque de l'Arsenal, 5116; Paříž, Bibliothèque nationale de France, français 1397 a 25441; Paříž, Bibliothèque nationale de France, naf 6513 a nafr 719; Chantilly, Musée Condé, 1570. Moderní vydání a kritický aparát připravil a vydal Yves Le Hir (PUF, 1965).

## Sbírka rukopisů
Anne byla nejen spisovatelkou, ale též sběratelkou rukopisů. Její knihovna odhaluje nejen Anniny zájmy, ale též její rozsáhlé znalosti. Zdědila většinu otcovy sbírky a následující léta přikoupila mnoho dalších rukopisů. Příkladem mohou být:
- Mnichov, Bayerische Staatsbibliothek, Cod. žluč. 11, Mutacion de Fortune Christine de Pizan
- Paříž, Arsenal 3172, Mutacion de Fortune Christine de Pizan
- Paříž, Bibliothèque nationale, 254, Le livre de la detection de Troyes . :s.273-274
- Paříž, Bibliothèque nationale, 20350, Grandes Chroniques de France
- Paříž, Bibliothèque nationale, 22541, Les triomphes de Pétrarque
- Paříž, Bibliothèque nationale, 20853, Recueil de pièces sur les croisades et les guerres françaises, sur la population de la France et l'hôtel du roi
- Paříž, Bibliothèque nationale, 22548-550, Les sept sages de Rome
- Paříž, Bibliothèque nationale, 23932, Inventaire général des meubles de Charles V
- Paříž, Bibliothèque nationale, 25535, Chants royaux, rondeaux et ballades du puy de musique de Rouen
- Paříž, Bibliothèque nationale, nov. acq. 1880, Voyages de Marco Polo , zděděná po svém otci
- Paříž, Arsenal 2691, Recueil de différentes pièces, včetně Le livre de Mellibée et de Prudence sa femme
- Paříž, Arsenal 3511, Voyages de Marco Polo, na okrajích jsou napsána Annina hesla
- Paříž, Arsenal 2776, Les Voeux du Paon, Le Rester du Paon, zakoupená Anne v Rouenu
- Armorial Le Breton, nejstarší ilustrovaná zbroj dochovaná ve Francii.